# Guido von Anderlecht

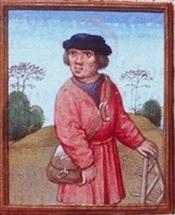
Bild Guido von Anderlechts in einer mittelalterlichen Handschrift

Guido von Anderlecht, auch Wido von Anderlecht genannt (* in Brabant; † 12. September 1012 in Anderlecht), war ein flämischer Küster (Mesner) und Pilger, an dessen Grab in der heutigen Stiftskirche in Anderlecht sich zahlreiche Wunder zugetragen haben sollen.

## Leben
Als Sohn armer Eltern war er zunächst Knecht, dann Küster in der Liebfrauenkirche zu Laeken bei Brüssel (heute ein Stadtteil Brüssels) und stieg danach zu einem erfolgreichen Kaufmann auf. Danach wandte er sich dem Leben in Frömmigkeit zu, er verschenkte sein Hab und Gut und begab sich auf Pilgerfahrten nach Rom und Jerusalem. Er starb als der „Arme von Anderlecht“ an einer Seuche. Die Legenden, die sich um Guido ranken, erzählen von wundersamen Heilungen.

## Verehrung

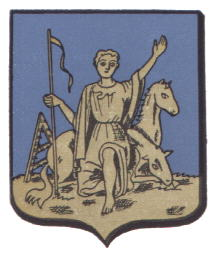
Stadtwappen von Anderlecht mit dem Bildnis des hl. Guido

Sein Grab wurde in Verbindung mit den Legenden zu einem Wallfahrtsort. Er ist der Schutzpatron von Anderlecht, weshalb Anderlecht in seinem Stadtwappen eine Darstellung Guidos führt. Weiterhin ist er der Schutzheilige der Bauern und Knechte, der Küster und Glöckner, der Fuhrleute und Kaufleute, der Pilger, des Viehs sowie ein Helfer bei Viehseuchen und Ruhr. Die Stiftskirche Anderlecht trägt sein Patrozinium.
Der hl. Guido wird als Pilger oder als Bauer dargestellt, der bei der Feldarbeit betend niederkniet, während ein Engel den Pflug führt. Zu seinen Attributen gehören Pilgerhut, Pilgertasche und Pilgerstab, sowie Pferd und Ochse. Sein katholischer Gedenktag ist der 12. September.